# Sílvia Soler Espinosa
Silvia Soler Espinosa (Elche, 19 novembre 1987) è un'allenatrice di tennis ed ex tennista spagnola.

## Carriera
In carriera ha conquistato tre titoli nel circuito ITF, mentre il suo miglior risultato in un torneo del Grande Slam è il terzo turno agli US Open 2011 e US Open 2012.
Il 28 febbraio 2014, insieme a Francesca Schiavone, raggiunge la sua prima finale WTA in carriera in doppio al WTA Brasil Tennis Cup, perdendo contro la coppia formata da Anabel Medina Garrigues e Jaroslava Švedova con lo score di 6-17, 6-2, [3-10].
Il 24 maggio 2014, perde la sua prima finale in singolare a livello WTA, venendo sconfitta da Mónica Puig all'Internationaux de Strasbourg, torneo nel quale la spagnola era partita dalle qualificazioni, perdendo con il punteggio di 4-6, 3-6.
Il 23 agosto 2014, vince il primo titolo WTA della carriera al Connecticut Open insieme alla slovena Andreja Klepač battendo il finale la coppia composta da Marina Eraković e Arantxa Parra Santonja con il punteggio di 7-5, 4-6, [10-7].
Annuncia il ritiro il 16 maggio 2020, dopo alcune stagioni sottotono.

## Statistiche

### Singolare

#### Sconfitte (2)
| Legenda               |
| --------------------- |
| Grande Slam (0)       |
| Argenti Olimpici (0)  |
| WTA Finals (0)        |
| Premier Mandatory (0) |
| Premier 5 (0)         |
| Premier (0)           |
| International (2)     |

| N. | Data           | Torneo                                   | Superficie  | Avversaria in finale | Punteggio     |
| 1. | 24 maggio 2014 | Internationaux de Strasbourg, Strasburgo | Terra rossa | Mónica Puig          | 4-6, 3-6      |
| 2. | 17 aprile 2016 | Copa Colsanitas, Bogotà                  | Terra rossa | Irina Falconi        | 2-6, 6-2, 4-6 |

### Doppio

#### Vittorie (1)
| Legenda               |
| --------------------- |
| Grande Slam (0)       |
| Ori Olimpici (0)      |
| WTA Finals (0)        |
| Premier Mandatory (0) |
| Premier 5 (0)         |
| Premier (1)           |
| International (0)     |

| N. | Data           | Torneo                      | Superficie | Compagna       | Avversarie in finale                   | Punteggio        |
| 1. | 23 agosto 2014 | Connecticut Open, New Haven | Cemento    | Andreja Klepač | Marina Eraković Arantxa Parra Santonja | 7-5, 4-6, [10-7] |

#### Sconfitte (1)
| Legenda               |
| --------------------- |
| Grande Slam (0)       |
| Argenti Olimpici (0)  |
| WTA Finals (0)        |
| Premier Mandatory (0) |
| Premier 5 (0)         |
| Premier (0)           |
| International (1)     |

| N. | Data             | Torneo                           | Superficie | Compagna            | Avversarie in finale                      | Punteggio           |
| 1. | 28 febbraio 2014 | Brasil Tennis Cup, Florianópolis | Cemento    | Francesca Schiavone | Anabel Medina Garrigues Jaroslava Švedova | 6(1)-7, 6-2, [3-10] |

## Circuito WTA 125

### Doppio

#### Sconfitte (1)
| N. | Data           | Torneo                        | Superficie  | Compagna         | Avversarie in finale            | Punteggio |
| 1. | 10 giugno 2018 | Croatian Bol Ladies Open, Bol | Terra rossa | Barbora Štefková | Mariana Duque Mariño Wang Yafan | 3-6, 5-7  |

## Risultati in progressione
| Sigla | Risultato               |
| ----- | ----------------------- |
| V     | Vincitore               |
| F     | Finalista               |
| SF    | Semifinalista           |
| O     | Oro olimpico            |
| A     | Argento olimpico        |
| SF    | Bronzo olimpico         |
| QF    | Quarti di Finale        |
| 4T    | Quarto turno            |
| 3T    | Terzo turno             |
| 2T    | Secondo turno           |
| 1T    | Primo turno             |
| RR    | Round Robin             |
| LQ    | Turno di qualificazione |
| A     | Assente                 |
| ND    | Non disputato           |

| Legenda superfici    |
| -------------------- |
| Cemento              |
| Terra battuta        |
| Erba                 |
| Superficie variabile |

### Singolare nei tornei del Grande Slam
| Torneo          | 2008 | 2009 | 2010 | 2011 | 2012 | 2013 | 2014 | 2015 | V--S  |
| --------------- | ---- | ---- | ---- | ---- | ---- | ---- | ---- | ---- | ----- |
| Australian Open | A    | Q2   | Q1   | Q1   | 1T   | 1T   | 1T   | 2T   | 1-4   |
| Open di Francia | A    | Q1   | Q2   | 2T   | A    | 2T   | 3T   | 2T   | 5-4   |
| Wimbledon       | A    | Q2   | Q1   | Q3   | 2T   | 2T   | 2T   | 2T   | 4-4   |
| US Open         | Q1   | Q1   | Q2   | 3T   | 3T   | 1T   | 1T   | A    | 4-4   |
| Totale          | 0-0  | 0-0  | 0-0  | 3-2  | 3-3  | 2-4  | 3-4  | 3-3  | 14-16 |

### Doppio nei tornei del Grande Slam
| Torneo          | 2012 | 2013 | 2014 | 2015 | 2016 | V--S  |
| --------------- | ---- | ---- | ---- | ---- | ---- | ----- |
| Australian Open | 2T   | QF   | QF   | 3T   | 1T   | 9-5   |
| Open di Francia | A    | 1T   | 1T   | QF   |      | 3-3   |
| Wimbledon       | A    | 3T   | 1T   | 1T   |      | 2-3   |
| US Open         | 2T   | 1T   | 1T   | 1T   |      | 1-4   |
| Totale          | 2-2  | 5-4  | 3-4  | 5-4  | 0-1  | 15-15 |

### Doppio misto nei tornei del Grande Slam
Nessuna partecipazione